# Monika Ślufińska
Monika Ślufińska – polska politolożka, doktor habilitowana nauk humanistycznych, profesor uczelni Uniwersytetu Jagiellońskiego. Wykładowczyni w Instytucie Nauk Politycznych i Stosunków Międzynarodowych UJ.

## Kariera naukowa
13 stycznia 1997 r. uzyskała na Wydziale Studiów Międzynarodowych i Politycznych UJ stopień doktora nauk humanistycznych w dyscyplinie nauk o polityce na podstawie pracy Myśl polityczna Leona Bluma, której promotorką była Krystyna Chojnicka. 9 kwietnia 2013 uzyskała habilitację w tej samej dyscyplinie i na tym samym wydziale.
W macierzystym instytucie pełni funkcję kierowniczki Zakładu Komunikowania Politycznego i Polityki Medialnej.